# Il giorno in cui il mondo finì
Il giorno in cui il mondo finì (The Day the World Ended) è un film per la televisione statunitense del 2001 diretto da Terence Gross. 

## Serie
Fa parte della serie di film per la TV prodotta dalla Cinemax nel 2001, denominata Creature Features (Le creature del brivido in Italia) che comprende anche i titoli:
- Lei, la creatura (She Creature)
- La vendetta del ragno nero (Earth vs. the Spider)
- Il mostro oltre lo schermo (How to Make a Monster)
- Adolescente delle caverne (Teenage Caveman)

## Trama
Una psicologa scolastica, la dottoressa Jennifer Stillman, arriva in una piccola cittadina tra la diffidenza generale. Dopo essersi recata a scuola, nota lo strano comportamento del piccolo Ben, un adolescente appassionato di fumetti di fantascienza, orfano di madre (morta in un incidente quando lui aveva solo cinque anni) e che vive con il padre, il dottor Michael McCann. 
Gli strani comportamenti del ragazzo sono dovuti al fatto che crede di essere figlio di un extraterrestre e quindi che il dottor Michael non sia il suo vero padre. Quando la dottoressa Jennifer comincia ad indagare scopre che molti abitanti della cittadina sembrano avere qualcosa da nascondere e lo stesso Michael è contrario ad affidarle il ragazzo in terapia per paura che possa rivelarle qualcosa e si giustifica affermando che sono solo fantasie di un adolescente. 
In seguito una creatura aliena sembra aggirarsi per la città compiendo efferati delitti e il ragazzo è convinto che sia il suo vero padre.

## Distribuzione
Alcune delle uscite internazionali sono state:
- 23 novembre 2001 negli Stati Uniti (The Day the World Ended)
- 8 gennaio 2002 in Francia (L'enfant qui venait d'ailleurs, uscita DVD)
- 5 febbraio 2002 in Argentina (El fín del mundo)
- 23 maggio 2002 in Finlandia (Kosto avaruudesta, uscita DVD)
- 19 giugno 2002 in Norvegia
- 11 agosto 2007 in Ungheria (Amíg világ a világ)
- in Grecia (I mera tis krisis)
- in Italia (Il giorno in cui il mondo finì)
- in Brasile (O Dia Em Que o Mundo Acabou)
- in Germania (The Day the World ended - Tod aus dem All)
- in Spagna (Un extraño entre nosotros)

## Produzione
Il film è stato prodotto dalla Creature Features Productions e girato  a Wrightwood, California, Stati Uniti.
Pur non essendo un remake diretto del film del 1955 dal titolo originale molto simile Il mostro del pianeta perduto (Day the World Ended), utilizza alcuni spezzoni di esso nel corso della storia quando il piccolo Ben, appassionato di storie di alieni, guarda la TV insieme al padre.